# David Halberstam
David Halberstam (10. dubna 1934 New York – 23. dubna 2007 Menlo Park) byl známým a uznávaným americkým žurnalistou a spisovatelem.
Halberstam měl východoevropsko-židovské kořeny, byl synem učitelky Blanche Levy Halberstamové a válečného chirurga, Charlese A. Halberstama. Vyrůstal v Bronxu, roku 1955 vystudoval na Harvardově univerzitě bakaláře umění. Už zde se věnoval práci žurnalisty. Pokračoval v novinách Daily Times Leader (Westpoint), The Tennessean (Nashville) a poté, v polovině šedesátých let, v The New York Times. Pro článek pro Timesy cestoval s Martin Luther Kingem. Působil jako válečný zpravodaj ve Vietnamu, za to také roku 1964 získal Pulitzerovu cenu za zahraniční reportáže.
Halberstam se poté věnoval literární dráze. Roku 1997 získal čestný titul doktora práv na Colby College.
Tématem většiny jeho knih je politická historie, období války v Koreji a ve Vietnamu, Kennedyho vlády, dále i vlády Bushe, Clintona, spadá sem i zde recenzovaná kniha Černobílé desetiletí (The Fifties).
Tématem jiných knih je sport, olympiáda roku 1964 či kniha o basketbalistu Michael Jordanovi. Věnoval se i tématu 11. září.
Knihy psal a vydával až do své tragické smrti roku 2007; zemřel při automobilové nehodě ve svých 73 letech. Poslední kniha, The Coldest Winter: America and the Korean War, vyšla posmrtně.